# Шарль де Гиз, герцог Майеннский
Шарль де Лоррен (фр. Charles de Lorraine; 26 марта 1554, Алансон — 3 октября 1611, Суассон) — 1-й герцог Майеннский (де Майенн) (1573—1611), второй сын Франсуа I Лотарингского (1519—1563), 2-го герцога де Гиза (1550—1563), и Анны д’Эсте (1531—1607). Младший брат и сподвижник Генриха I Меченого.

## Биография
В 1572 году Шарль Лотарингский участвовал в осаде королевской армией под командованием Генриха де Валуа, герцога Анжуйского гугенотской крепости Ла-Рошели. В следующем 1573 году получил титул герцога де Майенна. В 1573 году Майенн сопровождал принца Генриха в его поездке из Франции в Польшу, где тот был избран королём. В Польше Майенн пробыл недолго и в конце года вернулся во Францию.
Во Франции герцог де Майенн выступил на стороне своего старшего брата, Генриха де Гиза, создавшего Католическую лигу для борьбы с гугенотами. В 1577 году он участвовал в боях в Пуату. В 1585 году Майенн как губернатор Бургундии, присоединил свою провинцию к Католической лиге; сам он стал одним из предводителей Лиги.
В декабре 1588 года после гибели в Блуа своих братьев, Генриха де Гиза и кардинала Людовика, Майенн стал лидером Католической Лиги.
В феврале 1589 года Шарль Лотарингский, собрав силы в Бургундии и Шампани, двинулся в поход на Париж, против короля Генриха III Валуа, виновного в гибели его братьев. Парижане были активными сторонниками Католической Лиги и дома Гизов. Известие о убийстве двух братьев Гизов вызвало восстание в Париже. Еще до подхода армии Майенна столица Франции находилась под контролем восставших горожан. В Париже герцог созвал Генеральные штаты и объявил себя генерал-лейтенантом Франции.
В апреле 1589 года Майенн выступил из Парижа в Тур. Бежавший Генрих III заключил союз со своим врагом, королём Наварры Генрихом де Бурбоном. Объединённые силы двух королей в июле 1589 года вынудили армию Лиги отступить. Генрих III осадил Париж, но вскоре 1 августа был смертельно ранен фанатиком-католиком Клеманом. Генрих III был последним королём Франции из династии Валуа. Незадолго до смерти он ещё раз объявил Генриха Наваррского своим преемником.
Гугеноты, осаждавшие Париж, в день смерти Генриха III (2 августа) провозгласили Генриха Наваррского королём Франции. Но предводители католической части осаждавшей армии не решались безусловно признать его. Они объявили короля Наваррского законным наследником Генриха III, но с условием принятия католичества.
Майенн в ответ провозгласил королём кардинала архиепископа Карла де Бурбона под именем Карла X. Генрих Наваррский, не имея собственных сил для продолжения осады Парижа, отступил в Нормандию. 1 сентября Майенн двинулся из Парижа в Нормандию. Под его командованием было 4500 конницы, 12 тысяч аркебузиров, 4 тысячи пехотинцев и 6 тысяч швейцарских наёмников. Генрих Бурбон двинулся к Дьепу. Герцог Майеннский во главе большой армии стал его преследовать. Генрих Наваррский занял крепкую позицию между трёх рек под Аркским замком. Противники стали готовиться к решающей битве. На помощь к Майенну прибыли с войском его союзники Шарль Омальский, и Шарль де Коссе, граф де Бриссак.
21 сентября 1589 года в битве при Арке Беарнец одержал победу над армией Лиги, несмотря на численное превосходство последней. Майенн отступил в Пикардию. Генрих Наваррский двинулся на Париж и осадил столицу; 1 ноября он попытался взять город приступом, но был отбит. В тот же день герцог Майеннский, прибывший на помощь парижанам, с новой армией вступил в Париж. 4 ноября Генрих Наваррский снял осаду со столицы и отступил в Тур, который стал его временной резиденцией. В дальнейшем он занял Ле-Ман, Лаваль, Алансон, Аржантан, Фалез и Эврё. Был осаждён Руан.
В феврале 1590 года Майенн занял города Понтуаз, Венсенн, Пуасси и осадил Мелен. Войска Генриха Наваррского вынудили его отступить от Мелена и взяли Пуасси.
Весной 1590 года Майенн получил помощь из Испанских Нидерландов и возобновил военные действия. 14 марта 1590 года в битве при Иври в Нормандии Генрих де Бурбон, командуя 11-тысячной армией, одержал новую победу над 16-тысячной армией католиков. Генрих Наваррский истребил всю пехоту католиков, до тысячи человек конницы и завладел бо́льшей частью артиллерии. Разбитый Шарль де Майенн без свиты бежал в Мант. Герцог Майеннский не решился возвращаться в Париж. Еще в начале мая 1590 года скончался кардинал Карл де Бурбон, кандидат Католической лиги на королевский престол. У католиков не осталось никого, кто мог бы занять его место. Генрих Наваррский, взяв в апреле города Корбей, Мелен, Бре, Провен и Ланьи, 7 мая подошёл к Парижу и осадил французскую столицу. Осада Парижа затянулась.
В августе 1590 года испанский король Филипп II отправил на помощь Католической Лиге испанскую армию под командованием своего лучшего полководца, герцога Пармского Александра Фарнезе. 23 августа в городе Мо Шарль Лотарингский, собрав новое войско, соединился с испанской армией и двинулся на Париж. 30 августа Генрих де Бурбон снял осаду с Парижа и во главе 25-тысячной армией двинулся навстречу противнику. Однако герцог Александр Фарнезе, крупный полководец и блестящий тактик, смог обхитрить короля Франции. Он занял все дороги, ведущие к Парижу, и доставил в город провиант, вынудив короля снять осаду. Таким образом, объединённая испано-католическая армия (30-50 тыс. чел.) подошла к Парижу и вынудила Генриха Наваррского снять осаду.
В конце января 1593 года Шарль де Майенн созвал Генеральные штаты в Париже для избрания нового короля. Генрих Наваррский оставался единственным законным претендентом. Майенн предложил парламенту кандидатуру испанской принцессы Изабеллы Клары Евгении, дочери Филиппа II и племянницы Генриха III. Среди депутатов инфанта имела немало сторонников, но даже самые рьяные из них отдавали себе отчёт в том, что поставить во главе Франции женщину, и к тому же испанку, будет нелёгким делом. Эта кандидатура была отвергнута. В конце июля депутаты вступили в переговоры с Генрихом Бурбоном, который вначале согласился на перемирие, а затем решил перейти в католицизм.
31 июля 1593 года Майенн в Ля-Валлетте заключил перемирие с Генрихом де Бурбоном. Последний в июле 1593 года перешёл в католичество в Сен-Дени, а в феврале 1594 года был торжественно коронован в Шартре. Майенн безуспешно призывал своих сторонников к оружию и убеждал их не верить «притворному обращению» короля. Французские города и вельможи стали постепенно прекращать борьбу, признавая Генриха IV законным королём Франции. 22 марта 1594 года Генрих без боя вступил в Париж. Майенн уехал в Суассон, где вступил в переговоры с Испанией. Получив от неё помощь, он возобновил войну.
В Пикардию вторглось испанское войско под командованием графа Мансфельда, к которому присоединился и Майенн. В июне 1594 года маршал Бирон разгромил соединённые силы Мансфельда и Майенна. Майенн отступил в Бургундию, губернатором которой он являлся.
В январе 1595 года Филипп II официально объявил войну Франции. 12-тысячная испанская армия под командованием дона Хуана Фернандеса де Веласко вступила в Бургундию, где соединилась с отрядами Майенна. Но 5 июня 1595 года при Фонтен-Франсез союзники были разгромлены.
В октябре 1595 года Майенн, заключил окончательный мир с королём Франции. Он лишился поста губернатора в Бургундии, но получил крупную компенсацию. 24 января 1596 года в Фоламбре Генрих IV издал эдикт, по условиям которого в распоряжение Майенна на шесть лет перешли крепости Суассон, Сёр и Шалон-на-Соне. Ему была пожалованы губернаторство в провинции Иль-де-Франс, за исключением Парижа, и денежная компенсация в размере 2 миллионов 640 тысяч ливров. 31 января Майенн встретился с королём Франции в замке Монсо.
4 октября 1611 года 57-летний герцог Майенн скончался в Суассоне. Ему наследовал старший сын Генрих Лотарингский (1578—1621), 2-й герцог де Майенн (1611—1621).

## Семья и дети
6 августа 1576 года Шарль де Майенн женился на Генриетте Савойской (1541/1542—1611), дочери маршала Франции Онора II Савойского (1511—1580), маркиза де Вийяра, и Жанны-Франсуазы де Фуа-Кандаль, от брака с которой имел двух сыновей и двух дочерей:
- Рене (ум. 23 сентября 1638), жена с 1613 года Марио II Сфорца (1594—1658), герцога д’Огнано и де Сеньи, графа де Санта Фиора.
- Генрих (20 декабря 1578 — 20 сентября 1621), 2-й герцог Майеннский (1611—1621)
- Шарль Эммануэль (19 октября 1581 — 14 сентября 1609), граф де Соммерив
- Екатерина (1585 — 18 марта 1618), жена с 1599 года Карла I Гонзаго, герцога Мантуи

## Шарль де Гиз в культуре
- Действует в пьесе Кристофера Марло «Парижская резня».
- Один из основных персонажей романов Дюма-отца «Графиня де Монсоро» и «Сорок пять».

Кинематограф
- В постановках  романа Александра Дюма «Графиня де Монсоро» в образе герцога Майеннского предстали Морис Риш (Франция, 1971 г.), Рафаэль Котанджян (Россия, 1997 г.).
- 1978 — «Война трёх Генрихов» (Франция) режиссёра Марселя Кравенна; роль герцога Майеннского исполнил актёр Жерар Кайо.